# Watson Lake (Yukon)
Watson Lake é uma pequena cidade no território de Yukon, Canadá. A cidade está localizada na milha 635 da estrada Alaska Highway, e está muito próxima da fronteira com a Columbia Britânica. Em 2013 a população de Watson Lake foi de 1.474 habitantes (dados de Yukon Bureau of Statistics)[carece de fontes?]. A cidade foi nomeada em homenagem a Frank Watson, um caçador e prospector americano, que estabeleceu-se na área no final do século XIX.

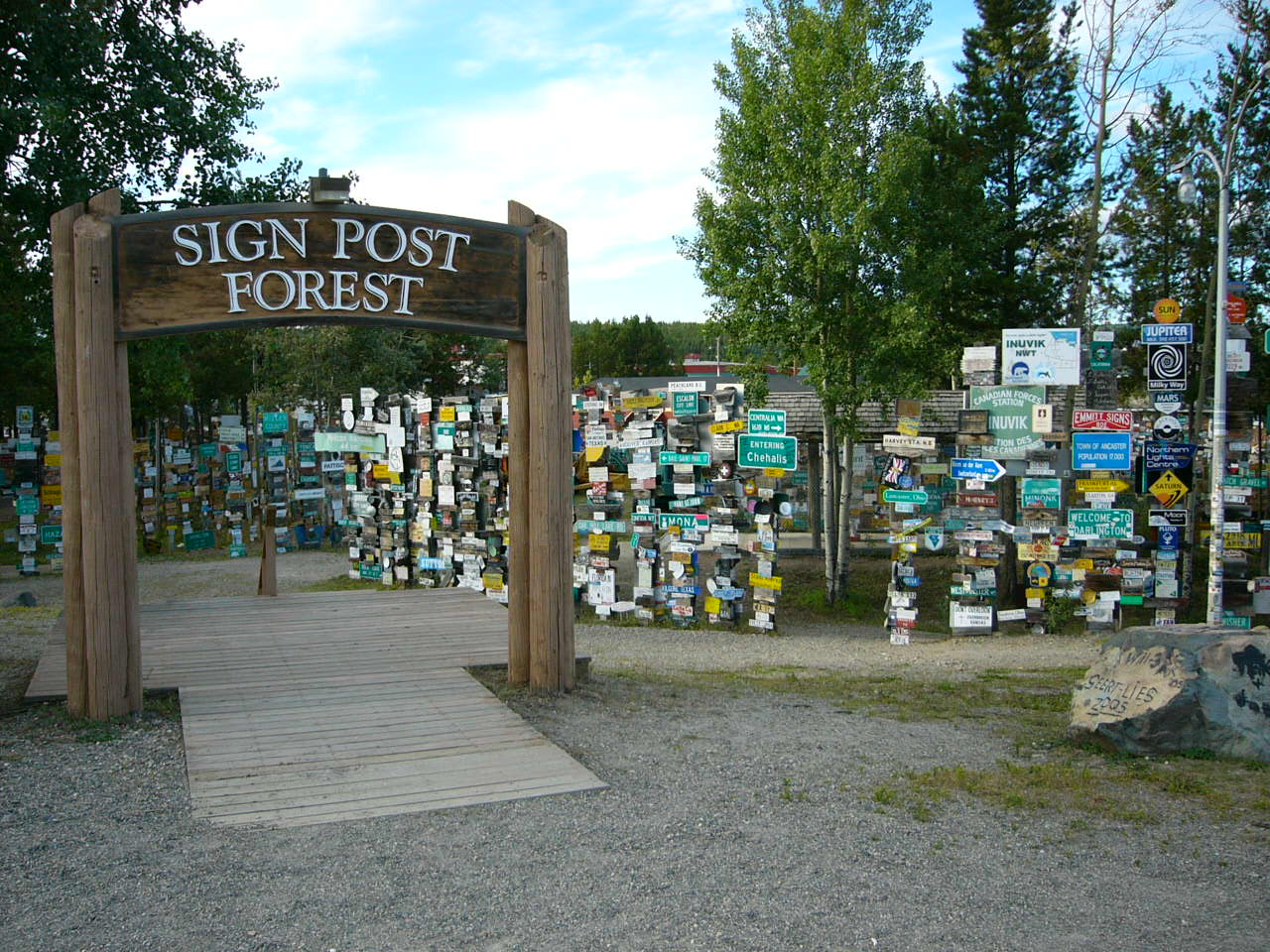
Floresta de placas de carro em Watson Lake, Yukon.

A cidade de Watson Lake está próxima do rio Liard, na junção da rodovia Robert Campbell com a Alaska Highway, e na extremidade do norte da estrada de Cassiar ao oeste do Lago Watson. A cidade também é servida pelo Aeroporto Watson Lake; O aeroporto era anteriormente servido pela Canadian Pacific Airlines e outras companhias aéreas locais e regionais, mas agora só oferece serviços corporativos e de fretamento.
Watson Lake é o principal centro da pequena indústria florestal no Yukon e tem sido um centro de serviços para a indústria de mineração, especialmente para a mina de amianto de Cassiar, no norte da Colúmbia Britânica e para a mina de tungstênio de Cantung na fronteira entre o Yukon e os Territórios do Noroeste, nas Montanhas Mackenzie.